# Club Libertad
Der Club Libertad ist ein Sportverein aus Asunción, der Hauptstadt Paraguays. Der am 30. Juli 1905 gegründete Verein war 1906 eines der Gründungsmitglieder des Paraguayischen Fußballverbandes. Seit dem ersten Titelgewinn 1910 konnte der Verein zahlreiche weitere Meisterschaften gewinnen.

## Einführung
Im Verlauf der paraguayischen Revolution von 1904, in welcher die Liberalen gegenüber der Colorado Partei die Oberhand gewannen, kamen einige der Hauptakteure auf dem Boot Sajonia („Sachsen“) aus Buenos Aires nach Asunción.
Anfang Juni 1905 unternahm eine Gesellschaft junger Leuten eine Fahrt auf dem nunmehr in Libertad („Freiheit“) umbenannten Boot und entwickelten dabei die Idee zur Begründung eines Fußballvereins. Der spätere erste Präsident des Vereins, Juan Manuel Sosa Escalada, unterstützte Libertad als Namen. Als Alternative stand Paraguay zur Disposition. Die offizielle Gründung erfolgte schließlich am 30. Juli des Jahres.
Über den Spitznamen des Vereins – el Gumarelo, kurz auch manchmal Guma; Fans sind Gumarelos – gibt es zwei verschiedene Theorien. Die eine besagt, er soll auf eine von einem Journalisten circa 1919/20 entwickelte Figur, Pascuale Gummarello, die in einer italienisch-spanischen Mischsprache Kommentare zum Fußball abgab, zurückgehen. Die andere besagt, er geht auf eine Kontraktion der Namen von Giummaresi und Nuzzarello, zwei – imaginären? - Fans, zurück. In beiden Fällen bezeugt er starke italienische Einflüsse in einer früheren Ära des Vereins. Diese Erklärungsversuche stammen von einem Artikel der Wochenschrift El Golero, der zum 50. Vereinsjubiläum von Libertad veröffentlicht wurde.

## Fußball

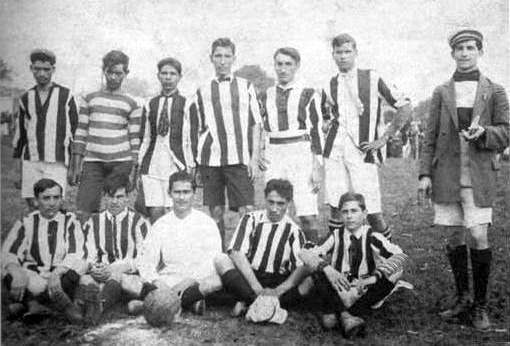
Libertad – Meistermannschaft 1910.

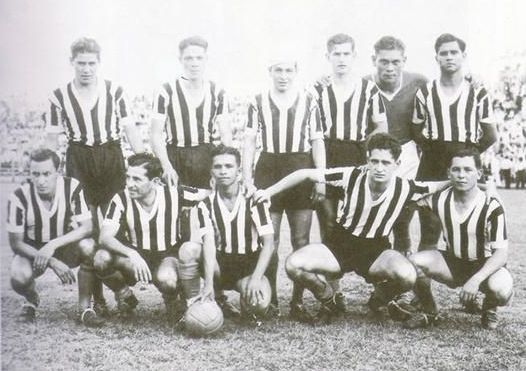
Libertad – Meistermannschaft 1945.

Bald nach der Gründung kam es zu den ersten Wettkampfspielen der Fußballmannschaft. Im ersten Spiel im August 1905 erreichte die Mannschaft ein 1:1 gegen den seit 1903 etablierten Club Olimpia. Wenige Tage darauf gab es mit einem 1:0 gegen den 1904 ins Leben gerufenen Club Nacional den ersten Sieg.
Im Juni 1906 gehörte Libertad zu den Mitbegründern der Liga Paraguaya de Football Association, aus der der heutige nationale Fußballverband Asociación Paraguaya de Fútbol hervorging. Die Liga veranstaltete noch im selben Jahr die erste Fußballmeisterschaft von Paraguay.
Nach zwei dritten Plätzen und der Vizemeisterschaft 1909 setzte sich Libertad 1910 in einem notwendig gewordenen Entscheidungsspiel gegen Atlántida Sport Club mit 2:1 durch und gewann seinen ersten Meistertitel. Im Folgejahr wurde Libertad jedoch mit nur einem Punkt abgeschlagener Tabellenletzter und stieg erstmals in die im Vorjahr eingeführte zweite Liga ab. Libertad schloss sich aber der 1911 in Erscheinung getretenen alternativen Liga, der Liga Centenario, die ab 1916 als Asociación Paraguaya de Fútbol (nicht zu verwechseln mit dem späteren Namen des Landesverbandes) firmierte, an, deren Meisterschaft der Verein 1913, 1914 und 1916 gewann. In letzterem Jahr besiegte Libertad dabei in einem Entscheidungsspiel erneut Atlántida.
Libertad kehrte 1917 wieder zur Liga Paraguaya de Fútbol zurück, die für weitere rückkehrfreudige Vereine die División Transitoria abhielt. Libertad wurde hier erster und nahm ab 1918 wieder am erstklassigen Spielbetrieb der LPF teil. 1920 gewann Libertad hier seine zweite Meisterschaft und zudem ein Turnier namens Copa Italia, an dem alle Spitzenvereine teilnahmen.
1930 gewann Libertad seinen dritten Titel. Aushängeschild der Mannschaft war Delfín Benítez Cáceres, der im gleichen Jahr mit der Nationalmannschaft an der ersten Fußball-Weltmeisterschaft teilnahm. Er ging aus der Jugend des Vereins hervor und von spielte von 1932 bis 1941 in Argentinien, wo er unter anderem für die Boca Juniors und den Racing Club de Avellaneda spielte und insgesamt 193 Tore erzielte. Er trat sowohl für die paraguayische, als auch die argentinische Nationalmannschaft an. 1931 engagierte sich Libertad, neben anderen Spitzenvereinen wie Club Nacional und Club Cerro Porteño, wenngleich erfolglos, erneut für die Einführung einer Rebellenliga, die wieder den Namen Asociación Paraguaya de Fútbol tragen sollte.  In der letzten Saison vor dem Chacokrieg, welche für die Aussetzung des Spielbetriebes von 1932 bis 1934 sorgen sollte, wurde Libertad Vizemeister.
In den folgenden Jahren blieb Libertad titellos, spielte aber in der oberen Tabellenhälfte mit. Aus den Spielzeiten 1938 und 1939 sind mit Amado Salinas, der 17 Tore erzielte, und Teófilo Espínola mit 28 Treffern die ersten Ligatorschützenkönige aus den Reihen des Vereins vermerkt. (Anmerkung: Aus den Jahren vor der Einführung des Professionalismus 1935 sind keine paraguayischen Torschützenkönige überliefert.) Erst 1943 – mit nur einer Saisonniederlage – und 1945 wurde Libertad wieder Meister. Porfirio Rolón war in jener Zeit zwei Mal Torschützenkönig von Paraguay.
In der zweiten Hälfte der 1940er versank Libertad aber im Mittelmaß und erreichte oft nurmehr Plätze in der unteren Tabellenhälfte. Die Vizemeisterschaft von 1950 kündigte bessere Zeiten an. Antonio Ramón Gómez ersetzte den nach Kolumbien abgewanderten Porfirio Rolón und wurde 1951 und 1952 Torschützenkönig. Dieser stand 1953 gemeinsam mit den Libertad-Spielern Rubén Fernández, Manuel Gavilán, und Ireneo Hermosilla Spieler in der Mannschaft, die in Lima im Entscheidungsspiel der Südamerikameisterschaft von 1953 Brasilien mit 3:2 besiegte und damit den ersten großen internationalen Erfolg der Fußballnationalmannschaft von Paraguay errang.
Der große Wurf gelang schließlich 1955, als die Mannschaft, die als „Mannschaft des Jahrhunderts“ von Libertad gilt, nach einer Vizemeisterschaft im Vorjahr 1955 den Titel holte. 1956, als die Meisterschaft durch Finalspiele entschieden wurde, unterlag Libertad aber gegen Olimpia nach einem 1:0 im Hinspiel in der zweiten Partie mit 1:5. Der große Spieler beim Verein war in jenen Jahren Máximo „Chimo“ Rolón, Bruder von Porfirio, der nicht nur drei Mal in Serie Torschützenkönig wurde, sondern auch bei der Südamerikanischen Meisterschaft von 1955 zu den treffsichersten Stürmern gehörte.
Es folgten wieder Jahre im Mittelmaß und 1964 überlebte Libertad nur knapp in der ersten Liga. Nach einem 1:3 im ersten Relegationsspiel gegen den Zweitliga-Ersten Sportivo Luqueño gelang ein 1:0 im Rückspiel und ein weiterer 1:0-Erfolg im notwendig gewordenen Entscheidungsspiel. Erst 1976 gewann Libertad nach 21-jähriger Unterbrechung wieder einen Meistertitel, wenngleich auch in der Zwischenzeit einige Spieler auf sich aufmerksam machten. Sebastián Fleitas, der bereits mit 17 Jahren in der Kampfmannschaft spielte und 1967 Paraguays Torschützenkönig wurde, erspielte sich sogar einen Vertrag in Spanien, wo er 1972 mit Real Madrid Meister wurde.
Nach der Vizemeisterschaft von 1977 blieben die Erfolge von Libertad aus. Es folgten zwei wenig erfolgreiche Jahrzehnte, in denen nur die Vizemeisterschaften von 1990 und 1992 herausstachen. Allerdings waren 1979, als Paraguay zum zweiten Mal die Copa América gewann, sechs Spieler von Libertad am Erfolg beteiligt. Von diesen waren Juan Carlos Espínola und die Brüder Milcíades und Eugenio Morel in den Aufstellungen der Finalspiele gegen Chile. Eugenio Morel war zusammen mit dem Chilenen Jorge Peredo mit vier Treffern Torschützenkönig des Turnieres.
1998 stieg Libertad in die zweite Liga ab. Nach dem Wiederaufstieg 2000 folgte die bislang erfolgreichste Phase der Vereinsgeschichte. Zu den herausragenden Spielern jenes Jahrzehntes gehörte Juan Samudio, der aus der Jugend von Libertad hervorging und mit 116 Toren, davon 111 für Libertad, der historische Rekordtorschütze der paraguayischen Liga ist.
International war bisher der größte Erfolg das Vordringen in das Halbfinale der Copa Libertadores 2006, wo Libertad gegen den späteren Gewinner SC Internacional aus Brasilien nach Ergebnissen von 0:0 und 0:2 ausschied.

### Stadion

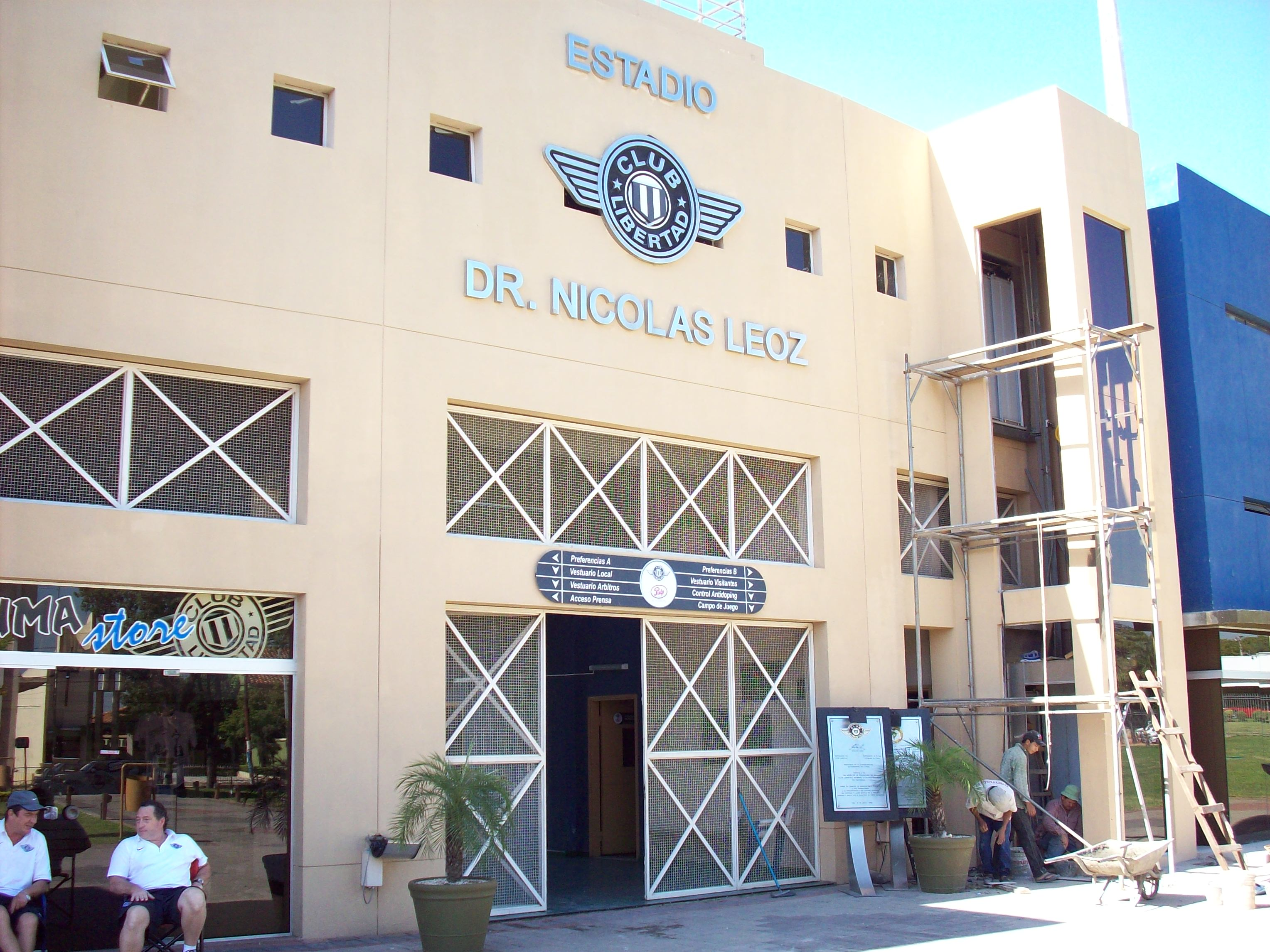
Estadio Dr. Nicolás Leoz

Libertad trägt seine Heimspiele im Estadio Dr. Nicolás Leoz, auch La Huerta (deutsch: Der Obstgarten) genannt, im Stadtteil Tuyuca im Nordosten der Hauptstadt aus.
Es wurde im Jahre 2005 eröffnet und fasst 10.000 Zuschauer, darunter 5.000 Sitzplätze. Das Stadion wurde nach dem ehemaligen Clubpräsidenten und langjährigen Präsidenten des südamerikanischen Fußballverbandes Conmebol, Nicolás Leoz, benannt.

### Bedeutende Spieler
- Delfín Benítez Cáceres, 1930–1932 bei Libertad, bis 1944 Starstürmer u. a. bei Boca Juniors und  Racing Club in Argentinien
- Salvador Villalba, 1955–1959 bei Libertad, mehrfacher Teilnehmer an der Südamerikameisterschaft und WM-Teilnehmer 1958
- Sebastián Fleitas, 1964–1968 bei Libertad, Ligatorschützenkönig 1967, später Legionär in Europa, Meister mit Real Madrid
- Eugenio Morel, 1974–1979 bei Libertad, Torschützenkönig der Copa América 1979
- Juan Torales, 1981–1991 bei Libertad, 77 Länderspiele
- Justo Villar, 2001–2004 bei Libertad, Fußballer des Jahres 2004, langjähriger Nationaltorwart, dreifacher WM-Teilnehmer
- Carlos Bonet, 2002–2007 und 2010+, beim Verein; dreifacher WM-Teilnehmer.
- Juan Samudio, in den 2010er Jahren bei Libertad, Rekordtorschütze der paraguayischen Liga

Ligatorschützenkönige
- 1938: 17 Tore – Amado Salinas
- 1939: 28 Tore – Teófilo Espínola
- 1944: 18 Tore – Porfirio Rolón
- 1945: 18 Tore – Porfirio Rolón
- 1951: 19 Tore – Antonio Ramón Gómez
- 1952: 16 Tore – Antonio Ramón Gómez
- 1952: 16 Tore – Rubén Fernández
- 1954: 24 Tore – Máximo Rolón
- 1955: 25 Tore – Máximo Rolón
- 1956: 23 Tore – Máximo Rolón
- 1963: 17 Tore – Juan Cabañas
- 1967: 18 Tore – Sebastián Fleitas
- 1968: 13 Tore – Pedro Antonio Cibils
- 1971: 11 Tore – Cristobal Maldonado
- 1990: 17 Tore – Buenaventura Ferreira
- 1992: 13 Tore – Felipe Nery Franco
- 2002: 23 Tore – Juan Samudio
- 2004: 22 Tore – Juan Samudio
- 2006: 27 Tore – Rodrigo López

### Erfolge
- Fußballmeisterschaft von Paraguay: 1910, 1920, 1930, 1943, 1945, 1955, 1976, 2002, 2003
  - Apertura/Clausura: 2006-A, 2007-C, 2008-A, 2008-C, 2010-C, 2012-C, 2014-A, 2014-C, 2016-A, 2017-A, 2021-A, 2022-A, 2023-A, 2023-C, 2024-A
- Copa Paraguay: 2019, 2023
- Copa Italia: 1920
- Liga Centenario / Asociación Paraguaya de Fútbol: 1913, 1914, 1916

### Trainer
- Gerardo Martino (2002–2003, 2005–2006)
- Juli 2012 bis September 2013: Rubén Israel[1]
- September 2013 bis Juni 2015: Pedro Sarabia[2]
- seit Januar 2021: Daniel Garnero[3]

## Basketball
Die Basketballmannschaft von Libertad zählt zu den Spitzenvereinen der Liga Nacional de Básquetbol und ist nach Olimpia der erfolgreichste Verein des Landes.

### Erfolge
- Liga de Baloncesto Metropolitana: 1958, 1972, 1974, 1977, 1979, 1986, 1987, 1990, 2005
- Top 5 Profesional: 2008, 2009, 2010
- Liga Nacional de Clubes: 2009
- Súper Copa de Campeones: 2008, 2009